# Heterotropus maroccanus
Heterotropus maroccanus är en tvåvingeart som beskrevs av Zaitzev 2003. Heterotropus maroccanus ingår i släktet Heterotropus och familjen svävflugor.
Artens utbredningsområde är Marocko. Inga underarter finns listade i Catalogue of Life.